# Kayak (banda)
Kayak es un grupo de rock progresivo holandés formado por el teclista Ton Scherpenzeel y el batería Pim Koopman en la ciudad de Hilversum en 1968. En 1972 se unieron al grupo Johan Slager, Cees van Leewen y el vocalista Max Werner. En 1973 lanzaron su debut con el álbum See See the Sun bajo el sello discográfico de Harvest. Tuvo gran popularidad en los Países Bajos y el tema Ruthless Queen alcanzó la sexta posición en las listas de ese país en marzo de 1979. Se separaron en 1982 después de lanzar nueve albums. Sin embargo, en 1999 se les pidió que actuaran en un programa de la TV holandesa, lo que supuso el retorno del grupo a los escenarios; después de esta actuación, el grupo decidió reformarse y regresar, y han estado desde entonces en la palestra, habiendo publicado desde su retorno otros nueve álbumes de estudio y tres en directo.

## Historia y miembros del grupo

### Nacimiento del grupo
La historia del grupo empieza en la ciudad de Hilversum en 1968 donde los fundadores del grupo Tom Scherpenzeel (teclista) y Pim Koopman (batería) asistían al conservatorio de música. Sin embargo, el hito principal que se podría considerar como la fundación oficial de Kayak lo marca la incorporación en 1972 de Johan Slager (guitarra), Cees van Leeuwen (bajo) y Max Wener (vocal), y la publicación del primer álbum See See the Sun que en los círculos de fans del rock progresivo se considera su contribución más importante: Una mezcla de canciones inocentes, pero muy melódicas y sinfónicas atractivas y que evocan a los Genesis y Yes de los primeros años.
Kayak, como muchos otros grupos de rock progresivo, nunca tuvo una integración muy estable. Aparte de Tom Scherpenzeel, los restantes miembros de Kayak han ido cambiando con los años, a menudo abandonándolo para volver a regresar a él. Incluso el propio grupo tuvo una separación en 1982, tras la que estuvieron sin publicar nada durante más de quince años. En 1999 el grupo se refundó tras una aparición con motivo de una conmemoración en un programa de TV y empezaron de nuevo a publicar con regularidad álbumes y su actividad sigue hasta la fecha de la redacción de este artículo.

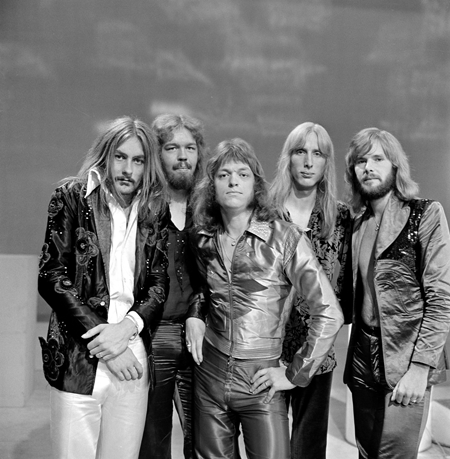
De izquierda a derecha: Max Werner, Pim Koopman, Johan Slager, Ton Scherpenzeel y Bert Veldkamp (1974)

### Miembros durante la primera etapa
Tom Scherpenzeel es uno de los dos cofundadores del grupo y es el único que ha participado en todos los álbumes de Kayak. Aparte de tocar los teclados también toca el acordeón, ocasionalmente el bajo (por ejemplo, es el bajista principal en el álbum Nostradamus) y el contrabajo. También realiza los acompañamientos vocales y es la voz principal en la canción "Love's Aglow" en el álbum Merlin original.
Pim Koopman fue el otro cofundador del grupo. Fue el batería del grupo hasta 1976, pero en ese año tuvo que dejar la banda debido a sus problemas de asma. Durante varios años estuvo retirado de los escenarios, y se dedicó a la producción de varios artistas holandeses como Maywood, Valensia, Robby Valentine y Petra Berger. Regresó al grupo como batería tras su reforma en 1999, y ya no dejaría esa posición hasta su muerte el 23 de noviembre de 2009 a los 56 años. Aparte de tocar la batería, Koopman tocó ocasionalmente los teclados y la guitarra, y realizó acompañamientos vocales y voz principal en varias canciones. Tras su muerte fue reemplazado por Han Eijkenaar.
Johan Slager tocó la guitarra en todos los álbumes del grupo hasta la disolución de 1982. No obstante, se unió otra vez para algunas actuaciones en directo durante los años noventa, pero no participó en la refundación del grupo de 1999, siendo reemplazado por Rob Winter.
Max Werner fue cantante y batería del grupo. Empezó como cantante principal durante los primeros cinco álbumes, pero en 1978 se hizo cargo de la posición de batería que había dejado Pim Koopman alegando cierta inseguridad sobre su capacidad vocal. Koopman fue batería del grupo en los cuatro siguientes álbumes de Kayak. Tras el retorno de Pim Koopman al control de las baquetas, Werner volvió a ser la voz principal en el álbum Close to the Fire, y realizó una corta gira con el grupo. Pero finalmente abandonó la banda en el año 2000. Tras su retirada Werner publicó cuatro álbumes en solitario y tuvo un éxito a nivel europeo en 1981 con el sencillo "Rain in May".
Cees van Leeuwen fue el bajo en el grupo original, pero lo dejó en 1975 para concentrarse en sus estudios de derecho. Se convirtió en abogado y en 2002 llegó a ser nombrado Secretario de Estado de Cultura y Medios de Holanda.
Peter Scherpenzeel, hermano más joven de Ton, empezó como asistente del grupo en las primeras giras. En 1978 se unió al grupo, tras el abandono de Theo de Jong, y tocó con Kayak tanto durante el exitoso álbum Phantom of the Night como en los dos siguientes.
Edward Reekers fue un fan del grupo desde sus inicios y se convirtió en su voz principal en 1978, cuando Werner se hizo cargo de la batería. La primera canción que interpretó con el grupo fue "Ruthless Queen" que, a la postre, se convertiría en el mayor éxito comercial de Kayak. Reekers continuó siendo la voz de Kayak hasta que se separaron en 1982. Después de ello, publicó dos álbumes en solitario y trabajó como vocalista secundario, en anuncios y doblando dibujos infantiles para la TV. Volvió esporádicamente con Kayak en la gira de 2003 reemplazando a Bert Heerink en algunos de los conciertos de la gira de Merlin, y esta actuación fue seguida por el álbum Nostradamus en el que Edward interpreta el papel del monje. Tras Nostradamus, Heerink dejó definitivamente la banda y Edward se convirtió nuevamente en la voz principal de Kayak.
Desde 1978 hasta 1971, Kayak tuvo dos vocalistas femeninas. Katherine Lapthorn (esposa de Peter Scherpenzeel) fue voz de soporte en tres de los álbumes de estudio de Kayak. Irene Linders (esposa de Ton Scherpenzeel) no solo fue voz de soporte, sino que se convirtió en la letrista principal del grupo, y cuando Kayak se reunió en 1999, Irene se convirtió en la manager de la banda.
En 1982 Kayak anunció su separación. Estuvieron sin publicar ningún álbum durante más de quince años, participando solo en ocasiones esporádicas y eventos conmemorativos. Uno de estos eventos tuvo lugar en el programa De Vrienden van Amstel Live de la TV holandesa en el año 1999. Tras ese evento, los componentes de Kayak decidieron darle una segunda oportunidad al grupo y se oficializó su resurrección.

### Tras la reunión de 1999
En el año 2000, con motivo de la gira que dio la banda tras su reunificación, Kayak pidió a Bert Heerink que se convirtiera en su vocalista principal. El plan era que interpretara sobre el escenario las canciones que originalmente Edwared Reekers había interpretado, dejando así espacio para que Max Werner interpretara sus propios temas y tocara la batería. Pero cuando Werner abandonó el grupo, no encontraron reemplazo y Heerink se convirtió en el cantante principal de Kayak. Con ellos interpretó tres álbumes de estudio y un álbum en directo, antes de dejar Kayak definitivamente para concentrarse en su propia carrera.
En el año 2001, Rob Vunderink se unió a Kayak como guitarra adicional y como vocalista. Al igual que los miembros originales de Kayak (todos ellos músicos de conservatorio), Vunderink era un músico experimentado que había tocado en varios grupos holandeses desde los años sesenta, y había colaborado con Pim Koopman en el grupo Diesel (que alcanzó el puesto 25 en las lista de los 100 más escuchados con el sencillo Sausalito Summernight.
En el año 2003, la cantante femenina Cindy Oudshoorn se unió al grupo para participar en el álbum Merlin y en la gira subsiguiente, y decidió quedarse.
En el año 2005, Jan van Olffen se unió a Kayak y se convirtió en su bajo principal. Jan había trabajado previamente con Sister Sledge, entre otros, y había sido miembro de la orquesta de varios musicales holandeses. Ese año también se unió Monique van der Ster, que fue brevemente vocalista de la banda.
El 4 de enero de 2008, Kayak publicó Coming up for air, el mismo día del inicio de la gira de su 35º aniversario. La gira terminó el 7 de octubre de ese mismo año en el Paradiso de Ámsterdam. El concierto fue publicado en CD y DVD como The Anniversary Box dos meses después.
En octubre de 2008, la banda se embarcó en una nueva gira por Holanda. Según declara Ton Scherpenzeel en el sitio web de Kayak, tras esa gira, la intención era del grupo era no volver al esquema de cíclico de álbum-gira-álbum-gira y pretendían concentrase en la creación de nueva música. Pero la repentina e inesperada muerte de Pim Koopman en noviembre de 2009 (en medio de la gira) supuso una nueva incertidumbre para el futuro del grupo.
En mayo de 2010, el sitio web de Kayak anunció un evento en forma de concierto en honor de Koopman, concierto que tuvo lugar el 22 de noviembre en el Paradiso de Ámsterdam. Este concierto subió a la escena, no solo a Kayak, sino a varios de los artistas con los que Koopman había trabajado en el pasado, artistas en los que se incluía nombres como: Pussycat, Caren Maywood, Alides Hidding, José Hoebbe, Michael Robinson, Okkie Huysdens y Jeroen Engerbert. Para aquella ocasión, Kayak incorporó a Hans Voerman como teclista adicional y la batería fue ocupada por Hans Eijkenaar.
Tras aquel concierto, Kayak anunció que Eijkenaar sería el nuevo batería de Kayak y con él publicaron el álbum Anywhere But Here en septiembre de 2011. Tras su incorporación a Kayak, Eijkenaar también fue el responsable de mezclas de los álbumes siguientes de Kayak.
En septiembre de 2012, exactamente 40 años tras la fundación de Kayak, para celebrar el aniversario, Kayak inició una nueva gira titulada Journey Through Time (el nombre de una de sus canciones). Para esa gira eligieron una canción de cada uno de los álbumes de estudio publicados hasta la fecha y la incorporaron al repertorio. También incluyeron una breve introducción de su siguiente álbum: Cleopatra – The Crown of Isis. Esa introducción también fue publicada como versión extendida junto a una nueva grabación de Symmetry, una canción que Scherpenzeel y Koopman habían escrito originalmente el 2971. El álbum titulado Cleopatra – The Crown of Isis fue finalmente publicado en noviembre de 2014.

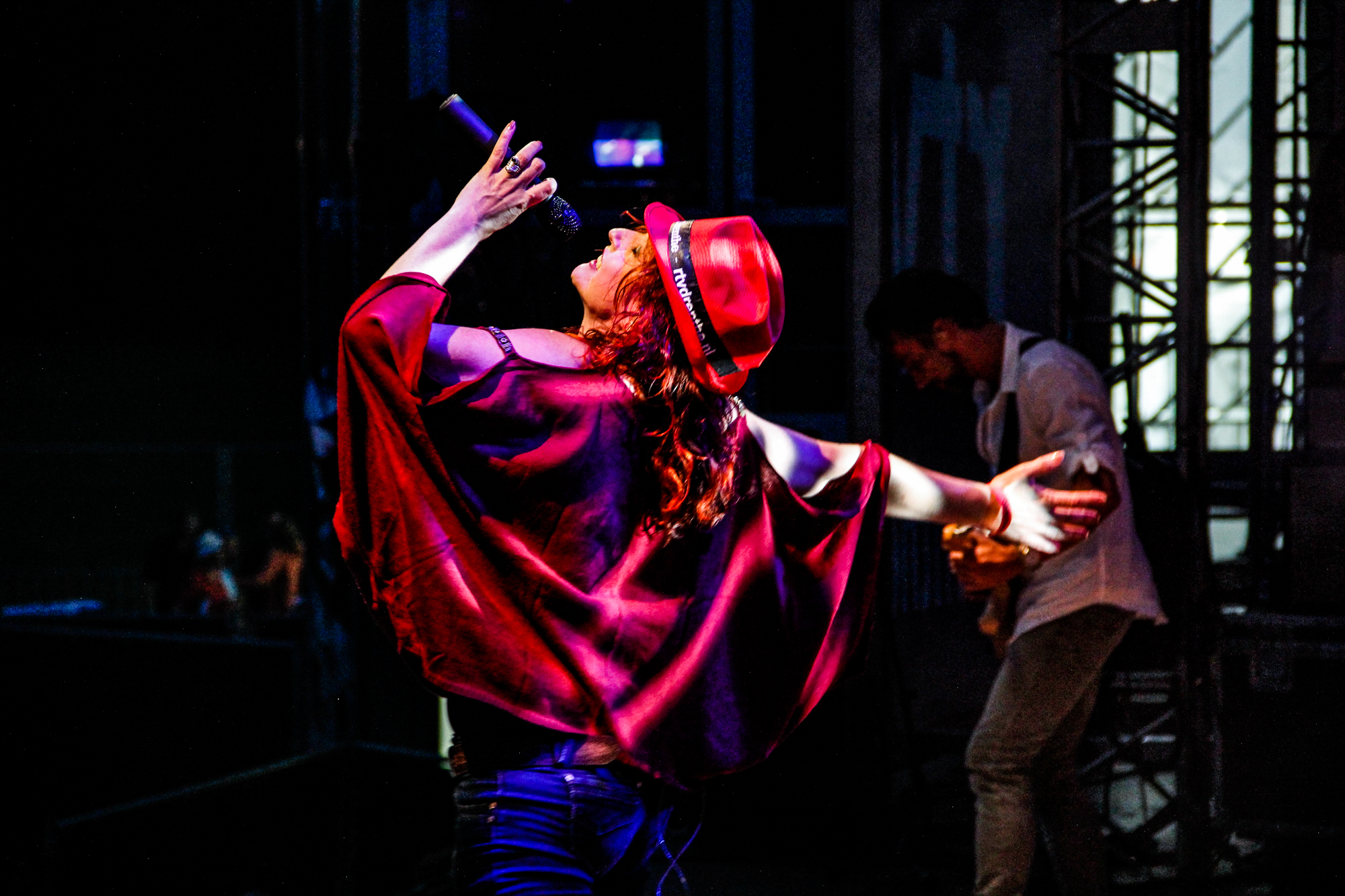
Cindy Oudshoorn in 2014

In octubre de 2014, tanto Edwards Reekers como Cindy Oudshoorn anunciaron públicamente que no participarían en las actuaciones en directo de la gira del álbum Cleopatra programadas para el 2015. A finales de 2014, ambos anunciaron que abandonaban Kayak dejando al grupo sin sus principales vocalistas. En una actuación única en vivo en marzo de 2015 en la isla de Texel, Oudshoorn fue reemplazada por Marjolein Teepn, que había trabajado ya antes con Kayak. Por la parte de la voz masculina se eligió a dos cantantes que ya habían participado en la grabación del álbum: Martin van der Starre y Alexander van Breemen, a los que se añadió un tercero: Rolf Koster.
Durante el verano de 2017, Kayak anunció una nueva gira en el que participaría de nuevo Ton Scherpenzeel, junto al guitarrista Marcel Singor, el vocalista Bart Schwertmann, el bajo Kristoffer Gildenlöw, y el batería recién ingresado Collin Leijenaar. No obstante, Leijenaar sería otro miembro muy breve del grupo y durante la gira de 2018 decidió no continuar con Kayak, siendo reemplazado para el resto de la gira por Hans Eijkenaar (que volvería a sentarse en la banqueta de la batería).

## Participación en Kayak
|  | Miembros actuales - Ton Scherpenzeel - teclados, voz de soporte, bajo (1972-1982, 1999–presente) - Bart Schwertmann - voz (2017–presente) - Marcel Singor - guitarra, voz (2017–presente) - Kristoffer Gildenlöw - bajo (2017–presente) - Hans Eijkenaar - batería (2009-2016, 2018–presente) | Miembros anteriores - Max Werner - voz (1972-1978, 1999-2000), batería (1978-1982) - Johan Slager - guitarra, voz de soporte (1972-1982) - Pim Koopman - batería, voz (1972-1976, 1999–2009; died 2009) - Cees van Leeuwen - bajo (1972-1975) - Bert Veldkamp - bajo, voz de soporte (1975-1976, 1999-2005) - Theo de Jong - bajo (1976-1978) - Edward Reekers - voz (1978-1982, 2003, 2005-2014) - Charles Schouten - batería (1976-1978) - Peter Scherpenzeel - bajo (1978-1982) - Irene Linders - voz de soporte, letrista (1978-1981) - Katherine Lapthorn - voz de soporte (1978-1981) - Rob Winter - guitarra (1999-2003) - Bert Heerink - voz (2000-2005) - Cindy Oudshoorn - voz (2003-2014) - Monique van der Ster - voz (2005) - Rob Vunderink - guitarra, voz (2001-2016) - Joost Vergoossen - guitarra (2003-2016) - Jan van Olffen - bajo (2005-2016) - Collin Leijenaar - batería (2017-2018) |

Línea temporal

## Discografía
A continuación se ofrece la discografía completa de Kayak actualizada a la fecha de la última edición de este artículo.

### Álbumes de estudio
- See See the Sun (1973)
- Kayak II (1974)
- Royal Bed Bouncer (1975)
- The Last Encore (1976)
- Starlight Dancer (1977)
- Phantom of the Night (1978) (reeditado en vinilo por Renaissance Records en 2020)
- Periscope Life (1980)
- Merlin (1981)
- Close to the Fire (2000)
- Night Vision (2001)
- Merlin – Bard of the Unseen (2003)
- Nostradamus – The Fate of Man (2005) (doble CD) / Excerpts from Nostradamus – The Fate of Man (2005) (doble CD)
- Coming Up for Air (2008)
- Letters from Utopia (2009) (doble CD)
- Anywhere but Here (2011)
- Cleopatra – The Crown of Isis (2014) (doble CD)
- Seventeen (2018)
- Out of this world (2021)

### Compilaciones
- "Ruthless Queen"/ "Keep the Change" (sencillos) (edición limitada en vinilo) (2020)

### Álbumes en directo
- Eyewitness (1981)
- Chance for a Livetime (2001) (doble CD)
- Kayakoustic (2007)
- The Anniversary Concert (2008) (doble CD + 'Highlights' DVD)
- The Anniversary Box (2008) (cuádruple CD + DVD)
- Live 2019 (2020) (doble CD)

### Colecciones
- Journey Through Time (2017)

### Sencillos publicados internacionalmente
- "Wintertime" / "Serenades" (UK, 1974)
- "We Are Not Amused" / "Give It a Name" (UK, 1974)
- "I Want You To Be Mine" / "Irene" (US, 1978)
- "Keep the Change" / "Ivory Dance" (US, 1979)
- "Periscope Life" / "Stop That Song" (US, 1980)